# Кастања (Мачерата)
Кастања (итал. Castagna) насеље је у Италији у округу Мачерата, региону Марке.
Према процени из 2011. у насељу је живело 51 становника. Насеље се налази на надморској висини од 442 м.